# 九州海清
九州海 清（きゅうしゅううみ きよし、1921年1月15日 - 没年不明）は、福岡県福岡市出身で出羽海部屋に所属した元大相撲力士。本名は太田 清（おおた きよし）。176cm、86kg。最高位は東十両8枚目。得意技は左四つ、寄り。

## 経歴
1939年1月場所に初土俵。1947年11月場所に十両昇進し、連続5場所務めた。1950年1月場所限りで廃業。

## 主な成績
- 通算成績：64勝64敗15休 勝率.500
- 十両成績：25勝36敗 勝率.410
- 現役在位：15場所
- 十両在位：5場所

### 場所別成績
| 1939年 （昭和14年） | （前相撲）               | 東序ノ口28枚目 3–5 | x                |
| 1940年 （昭和15年） | 西序ノ口4枚目 6–2        | 東序二段26枚目 4–4 | x                |
| 1941年 （昭和16年） | 西序二段17枚目 6–2       | 東三段目27枚目 7–1 | x                |
| 1942年 （昭和17年） | x                        | x                  | x                |
| 1943年 （昭和18年） | x                        | x                  | x                |
| 1944年 （昭和19年） | x                        | x                  | x                |
| 1945年 （昭和20年） | x                        | x                  | x                |
| 1946年 （昭和21年） | x                        | x                  | 東幕下29枚目 4–3 |
| 1947年 （昭和22年） | x                        | 西幕下16枚目 4–1   | 西十両15枚目 6–5 |
| 1948年 （昭和23年） | x                        | 東十両8枚目 5–6    | 西十両10枚目 4–7 |
| 1949年 （昭和24年） | 東十両13枚目 6–7         | 西十両13枚目 4–11  | 東幕下2枚目 5–10 |
| 1950年 （昭和25年） | 東幕下10枚目 引退 0–0–15 | x                  | x                |
| 各欄の数字は、「勝ち-負け-休場」を示す。 優勝 引退 休場 十両 幕下 三賞：敢=敢闘賞、殊=殊勲賞、技=技能賞 その他：★=金星 番付階級：幕内 - 十両 - 幕下 - 三段目 - 序二段 - 序ノ口 幕内序列：横綱 - 大関 - 関脇 - 小結 - 前頭（「#数字」は各位内の序列） |                          |                    |                  |

## 改名歴
- 太田 清（おおた きよし）1939年1月場所 - 1945年11月場所
- 九州海 清（きゅうしゅううみ きよし）1946年11月場所 - 1949年1月場所
- 九州海 清志（きゅうしゅううみ きよし）1949年5月場所 - 1950年1月場所